# Velikost účinku
Velikost účinku (anglicky Effect size) v matematické statistice je míra síly jevu, která je nezávislá na jednotkách měření. K běžně používaným statistikám tohoto typu patří:
- míry statistické závislosti spojitých proměnných jako korelační koeficient a koeficient determinace,
- míry závislosti nominálních znaků jako Pearsonův koeficient φ nebo Cramérovo V,
- míry rozdílu průměrů jako Cohenovo d a Hedgesovo g.

Předností velikosti účinku je to, že umožňuje snadno posoudit praktickou významnost statistické závislosti. Pokud však jednotky měření mají přirozený význam (např. počet denně vykouřených cigaret), doporučuje se vedle velikosti účinku ve zprávě uvádět i nestandardizované statistiky, například rozdíl v průměrném počtu cigaret vykouřených denně vůči kontrolní skupině, a nikoli pouze velikost účinku.